# Teucrium cossonii
Teucrium cossonii, o germander frutado, é uma erva perene da família Lamiaceae, é endémica das Ilhas Baleares.